# Eviota thamani
Eviota thamani, tên thông thường là Terry's dwarfgoby, là một loài cá biển thuộc chi Eviota trong họ Cá bống trắng. Loài này được mô tả lần đầu tiên vào năm 2016.

## Từ nguyên
Loài cá này được đặt theo tên của Tiến sĩ Randolph R. Thaman, Giáo sư giảng dạy bộ môn Địa lý sinh học các quần đảo Thái Bình Dương tại Đại học Nam Thái Bình Dương (Fiji).

## Phạm vi phân bố và môi trường sống
E. thamani chỉ được biết đến ở cụm đảo Ono-i-Lau thuộc Fiji. Những mẫu vật của loài cá này được thu thập gần các rạn san hô ở độ sâu khoảng từ 13 đến 16,5 m.

## Mô tả
Chiều dài cơ thể tối đa được ghi nhận ở E. thamani là 1 cm. Màu sắc của E. thamani khi còn sống không được ghi chép lại.
Số gai ở vây lưng: 7; Số tia vây ở vây lưng: 8; Số gai ở vây hậu môn: 1; Số tia vây ở vây hậu môn: 8; Số tia vây ở vây ngực: 16 - 17.